# Veletov
Veletov je obec na břehu Labe v okrese Kolín ve Středočeském kraji. Nachází se asi osm kilometrů východně od Kolína. Žije v ní 252 obyvatel. Veletov je také název katastrálního území o rozloze 5,28 km².

## Historie
První písemná zmínka o vesnici pochází z roku 1306.

### Územněsprávní začlenění
Dějiny územněsprávního začleňování zahrnují období od roku 1850 do současnosti. V chronologickém přehledu je uvedena územně administrativní příslušnost obce v roce, kdy ke změně došlo:
- 1850 země česká, kraj Pardubice, politický i soudní okres Kolín[5]
- 1855 země česká, kraj Čáslav, soudní okres Kolín
- 1868 země česká, politický i soudní okres Kolín
- 1939 země česká, Oberlandrat Kolín, politický i soudní okres Kolín[6]
- 1942 země česká, Oberlandrat Praha, politický i soudní okres Kolín[7]
- 1945 země česká, správní i soudní okres Kolín[8]
- 1949 Pražský kraj, okres Kolín[9]
- 1960 Středočeský kraj, okres Kolín
- 2003 Středočeský kraj, obec s rozšířenou působností Kolín

### Rok 1932
Ve vsi Veletov (382 obyvatel) byly v roce 1932 evidovány tyto živnosti a obchody: dva hostince, košíkář, kovář, krejčí, mlýn, rolník, dva obchody se smíšeným zbožím, trafika.

## Přírodní poměry
Do východního cípu katastrálního území Veletov zasahuje část přírodní památky Lžovické tůně.

## Doprava
Obcí vede silnice II/322 Přelouč – Týnec nad Labem – Kolín. Železniční trať ani stanice na území obce nejsou. V roce 2011 z obce vedly autobusové linky Kolín – Týnec nad Labem – Uhlířská Lhota/Žiželice (v pracovních dnech pět spojů, dopravce Okresní autobusová doprava Kolín) a Chlumec nad Cidlinou – Žiželice – Kolín (v pracovních dnech tři spoje, dopravce Veolia Transport Východní Čechy). O víkendu byla obec bez dopravní obsluhy.
Na Labi se nachází zdymadlo, které je součástí labské vodní cesty.

## Pamětihodnosti
- Novogotický kostel Navštívení Panny Marie z roku 1895
- Litinový kříž na křižovatce u kostela
- Usedlost čp. 37
- Brána usedlosti čp. 24
- Brána s brankou usedlosti čp. 7
- Usedlost Veletovský mlýn s vodní elektrárnou